# Liste der Landschaftsschutzgebiete im Landkreis Rottal-Inn
Im Landkreis Rottal-Inn gibt es neun Landschaftsschutzgebiete. (Stand: November 2018)

## Hinweise zu den Angaben in der Tabelle
- Gebietsname: Amtliche Bezeichnung des Schutzgebietes
- Bild/Commons: Bild und Link zu weiteren Bildern aus dem Schutzgebiet
- LSG-ID: Amtliche Nummer des Schutzgebietes
- WDPA-ID: Link zum Eintrag des Schutzgebietes in der World Database on Protected Areas
- Wikidata: Link zum Wikidata-Eintrag des Schutzgebietes
- Ausweisung: Datum der Ausweisung als Schutzgebiet
- Gemeinde(n): Gemeinden, auf denen sich das Schutzgebiet befindet
- Lage: Geografischer Standort
- Fläche: Gesamtfläche des Schutzgebietes in Hektar
- Flächenanteil: Anteilige Flächen des Schutzgebietes in Landkreisen/Gemeinden, Angabe in % der Gesamtfläche
- Bemerkung: Besonderheiten und Anmerkungen

Bis auf die Spalte Lage sind alle Spalten sortierbar.
| Gebietsname                                                                                                  | Bild/Commons   | LSG-ID       | WDPA-ID | Wikidata  | Ausweisung | Gemeinde(n) | Lage     | Fläche ha | Flächenanteil                | Bemerkung |
| --- | -------------- | ------------ | ------- | --------- | ---------- | ----------- | -------- | --------- | ---------------------------- | --------- |
| Enges Tal in der Gemeinde Ulbering                                                                           |                | LSG-00092.05 | 395515  | Q59655710 | 1960       |             | Position | 4,02      | Landkreis Rottal-Inn (100 %) |           |
| Klamme mit Nagelfluhfelsen                                                                                   |                | LSG-00092.04 | 395514  | Q59655709 | 1960       |             | Position | 2,97      | Landkreis Rottal-Inn (100 %) |           |
| Klamme südlich von Ecking in der Gemeinde Wiesing                                                            |                | LSG-00092.03 | 395513  | Q59655708 | 1960       |             | Position | 7,68      | Landkreis Rottal-Inn (100 %) |           |
| Schellenberg in den Gemeinden Kirchberg-Simbach und Erlach                                                   |                | LSG-00092.02 | 395512  | Q59655707 | 1960       |             | Position | 304,58    | Landkreis Rottal-Inn (100 %) |           |
| Schutz von Landschaftsteilen im Landkreis Eggenfelden, LSG Park Schönau                                      | weitere Bilder | LSG-00019.01 | 395462  | Q59655702 | 1952       |             | Position | 63,76     | Landkreis Rottal-Inn (100 %) |           |
| Schutz von Landschaftsteilen im Landkreis Pfarrkirchen, hier: Schloßpark in Thurnstein, Gemeinde Postmünster |                | LSG-00103.01 | 395524  | Q59655715 | 1962       |             | Position | 5,01      | Landkreis Rottal-Inn (100 %) |           |
| Thalhammer Schlucht in der Gemeinde Loderham                                                                 |                | LSG-00092.01 | 395511  | Q59655706 | 1960       |             | Position | 14,86     | Landkreis Rottal-Inn (100 %) |           |
| Verordnung über das Landschaftsschutzgebiet Gartlberg                                                        |                | LSG-00541.01 | 396092  | Q59655762 | 2001       |             | Position | 2,66      | Landkreis Rottal-Inn (100 %) |           |
| Verordnung über das Landschaftsschutzgebiet Reichenberg                                                      | weitere Bilder | LSG-00540.01 | 396091  | Q59655761 | 2001       |             | Position | 2,84      | Landkreis Rottal-Inn (100 %) |           |